# Edmonia Lewis
Mary Edmonia Lewis, également appelée Wildfire, née à East Greenbush, aujourd'hui Rensselaer (État de New York), le 4 juillet 1844 et morte le 17 septembre 1907 à Hammersmith (Londres), est une sculptrice américaine.
Edmonia Lewis est la première sculptrice d'origine afro-américaine et autochtone à atteindre une reconnaissance internationale. Un des traits caractéristiques de son travail fut d'incorporer des thèmes d'origine amérindienne et afro-américaine dans son œuvre de style néo-classique.

## Biographie

### Jeunesse et formation
Edmonia Lewis naît à East Greenbush près d'Albany dans l'État de New York. Elle est la fille d'un Afro-Américain affranchi et d'une amérindienne du peuple Chippewa ou Ojibwé. Orpheline à ses 10 ans, elle est élevée par sa tante maternelle, près des Chutes du Niagara ,,.
En 1860, elle commence à étudier à l'Oberlin College dans l'Ohio, une université connue pour ses positions abolitionnistes et progressistes. Dès ses premiers pas à Oberlin, elle montre ses talents artistiques en faisant un dessin au crayon The Muse Urania (1862) comme cadeau de mariage à une camarade de classe.
Edmonia Lewis est accusée et jugée pour avoir prétendument empoisonné à la cantharide officinale,, un dangereux poison, le vin de ses camarades. Elle est défendue par le célèbre avocat noir John Mercer Langstom,,. Au cours de son procès à l'hiver 1862, Edmonia Lewis est attaquée par la foule, sauvagement battue, déshabillée et laissée pour morte,,,. Bien qu'acquittée, elle n'obtient pas son diplôme car le collège refuse de la laisser s'inscrire de nouveau,.

### Carrière artistique
En 1863, Edmonia Lewis part pour Boston pour étudier avec le sculpteur Edward Brackett que l'abolitionniste William LLoyd Garrison lui a présenté,,,. Elle a son premier atelier au 89, rue Tremon au Studio Building. Elle y reçoit des personnalités comme Maria Weston Chapman, rédactrice en chef de la revue The Non-Resistant, et Lydia Maria Child, activiste abolitionniste et autrice. Ce déménagement à Boston a également permis à Edmonia Lewis de faire la connaissance d'artistes professionnels noirs,.
En 1864, elle réalise le buste de Robert Gould Shaw, un abolitionniste blanc du Nord, mort en 1863 à la tête du 54e régiment d’infanterie du Massachusetts, premier régiment entièrement composé de personnes noires pendant la guerre civile,,. Edmonia Lewis vend une centaine d'exemplaires de ce buste et décide d'utiliser les bénéfices pour financer d'autres études artistiques à Rome, comme de nombreuses sculptrices américaines contemporaines, pour y bénéficier d'une plus grande liberté créatrice.
En août 1865, Edmonia Lewis s'embarque vers l' Europe.
Après avoir visité Londres, Paris et Florence, sur les conseils de Harriet Goodhue Hosmer, elle part étudier la sculpture à Rome . Elle y réalise ses premières œuvres de maturité.
Durant toute sa carrière, elle participe à de multiples expositions à New York, Cincinnati, Paris, Londres et Rome, , , .
En 1876, elle participe à l'Exposition universelle de 1876 à Philadelphie, où elle fait l'objet d'appréciations critiques favorables.

### Œuvres majeures

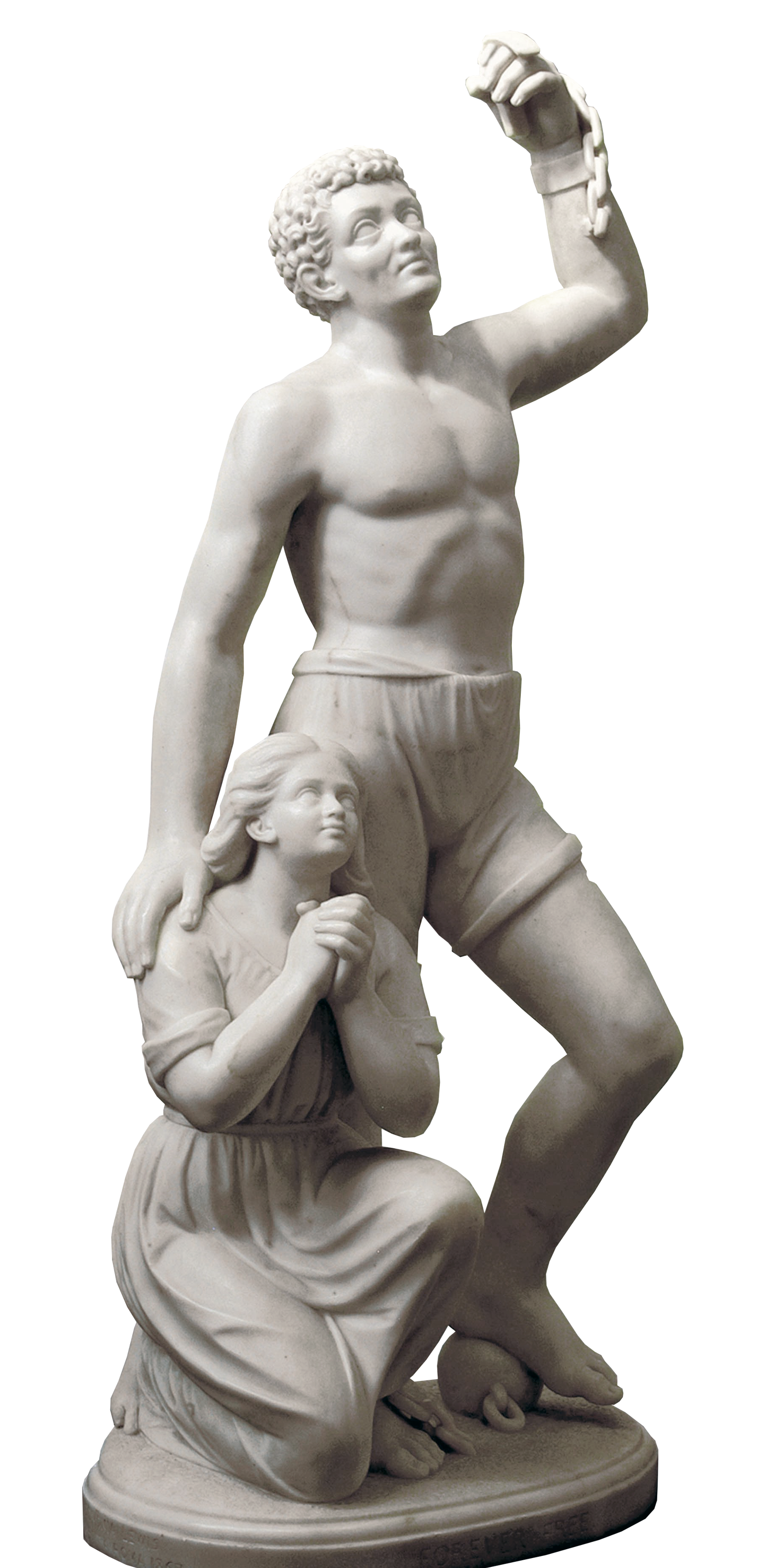
Edmonia Lewis, Forever Free, 1867, marbre, 104,8 x 27,9 x 43,2 cm, Howard University Art Gallery

L'une des œuvres majeures de la carrière d'Edmonia Lewis est la sculpture Forever Free réalisée à Rome en 1867. La sculpture en marbre présente un groupe de deux figures constitué d'une femme et d'un homme noirs désormais libres. Contrairement à la représentation alors courante à cette période, soit celle de l’Homme noir dans une position inférieure, ce dernier reprend la pose du contrapposto et adopte la posture d’un homme fièrement debout. Cette fierté, synonyme de triomphe s’accompagne d’une gestuelle qui témoigne d’une force mais aussi d’une détermination signalée par le morceau de chaines brisées dans sa main droite. Sa main gauche, quant à elle, repose de façon protectrice sur l’épaule d’une femme agenouillée dont les mains sont jointes en signe de gratitude et reprend la pose de la Preghiera soit celle de la femme en prière agenouillée. Cette pose est d’ailleurs reprise dans une œuvre de Lewis Hagar in Wilderness datant de 1875.

### Décès et hommage
Edmonia Lewis décède des suites d'une néphrite chronique, le 17 septembre 1907 à Londres.
Elle repose au cimetière catholique de Sainte Marie dans le quartier de Kensal Green, dans la banlieue de Londres.
En 2002, l'historien et philosophe Molefi Kete Asante la répertorie dans son dictionnaire des 100 grandes figures afro-américaines / 100 Greatest African Americans

## Œuvres majeures
- John Brown medallions, 1864-1865[25].
- Colonel Robert Gould Shaw (buste), 1864.
- Anne Quincy Waterston, 1866[26].
- A Freed Woman and Her Child, 1866.
- The Old Arrow-Maker and His Daughter, 1866.
- The Marriage of Hiawatha, 1866-1867.
- Forever Free, 1867[27].
- Colonel Robert Gould Shaw (marble), 1867-1868.
- Hagar in the Wilderness, 1868[27].
- Hiawatha, 1868.
- Minnehaha, 1868[28].
- Indian Combat, Carrara marble, 1868, Cleveland Museum of Art.
- Henry Wadsworth Longfellow, 1869-1871.
- Madonna Holding the Christ Child, 1869.
- Bust of Abraham Lincoln, 1870.
- Asleep, 1872.
- Awake, 1872.
- Poor Cupid, 1873[29].
- Moses, 1873[30].
- Bust of James Peck Thomas, 1874.
- Hygieia, 1874.
- Hagar, 1875[31].
- The Death of Cleopatra, 1876[32].
- John Brown, 1876.
- Henry Wadsworth Longfellow, 1876.
- General Ulysses S. Grant, 1877-1878.
- Veiled Bride of Spring, 1878.
- John Brown, 1878-1879.
- The Adoration of the Magi, 1883.
- Charles Sumner, 1895.

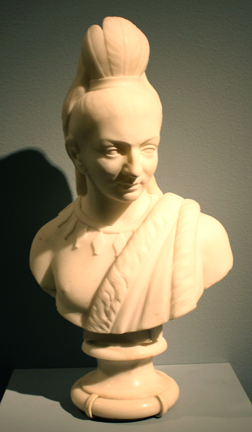
Hiawatha, 1868, Newark Museum.
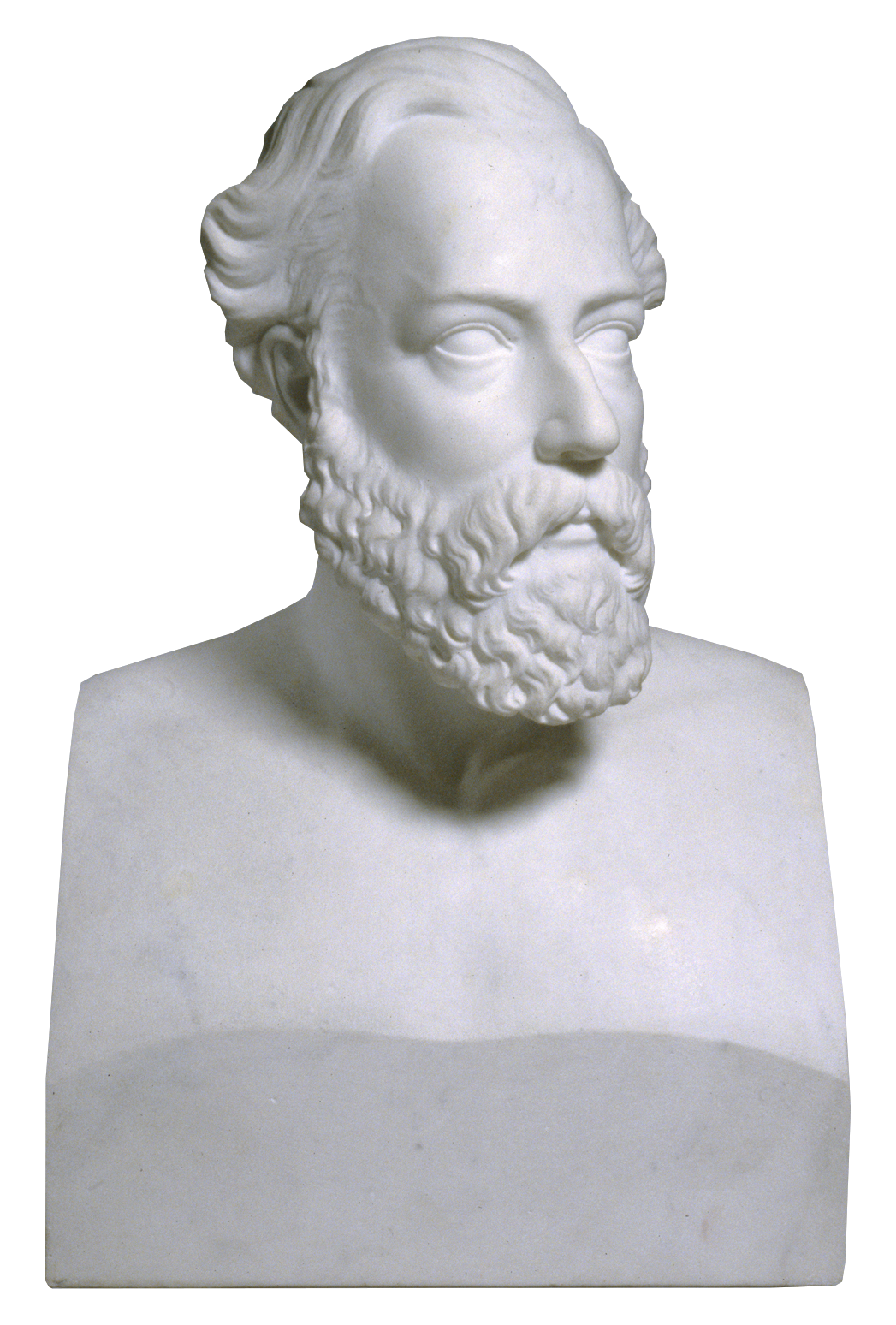
Bust of Dr. Dio Lewis by Edmonia Lewis, 1868.
Anna Quincy Waterstone.
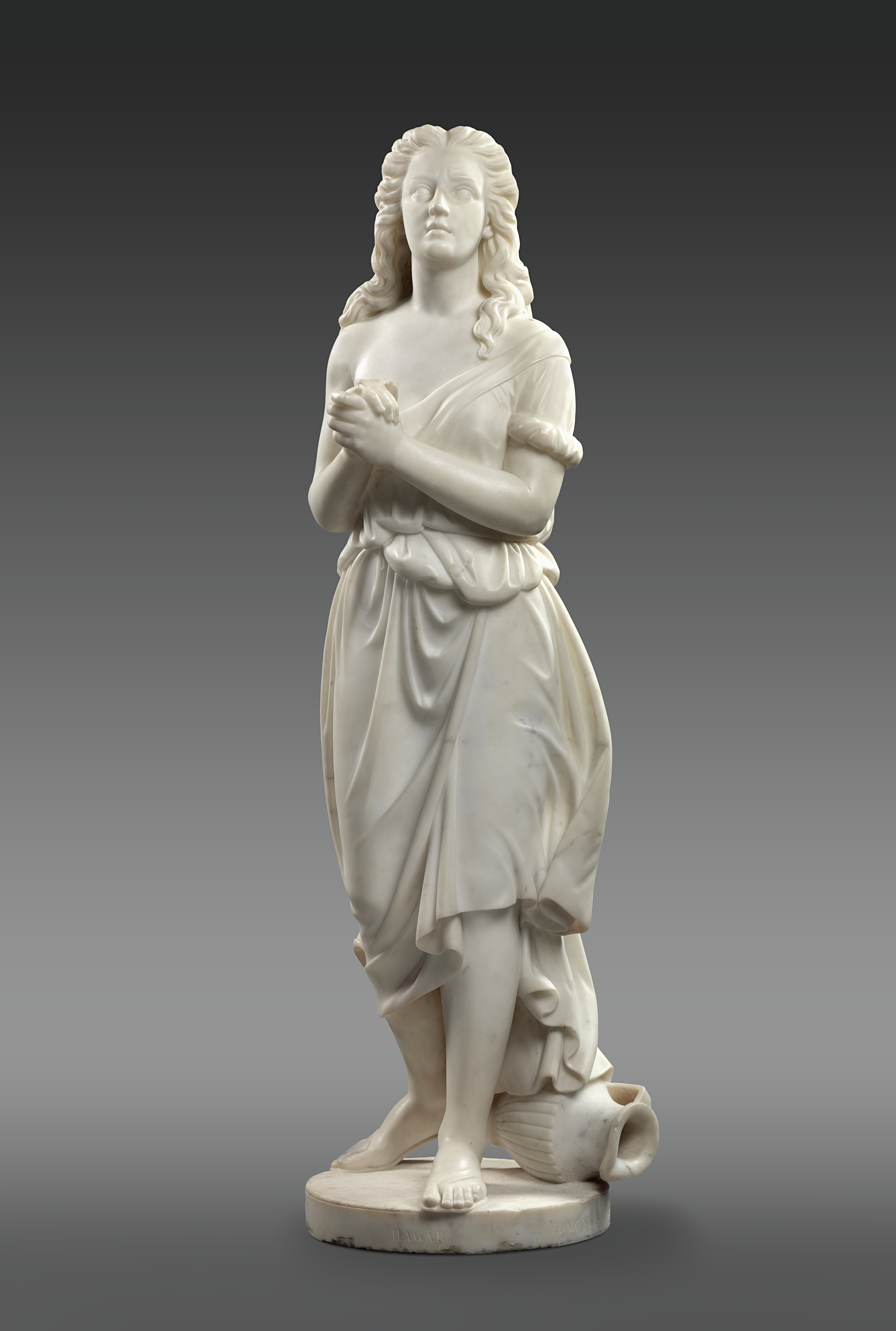
Hagar, 1875.
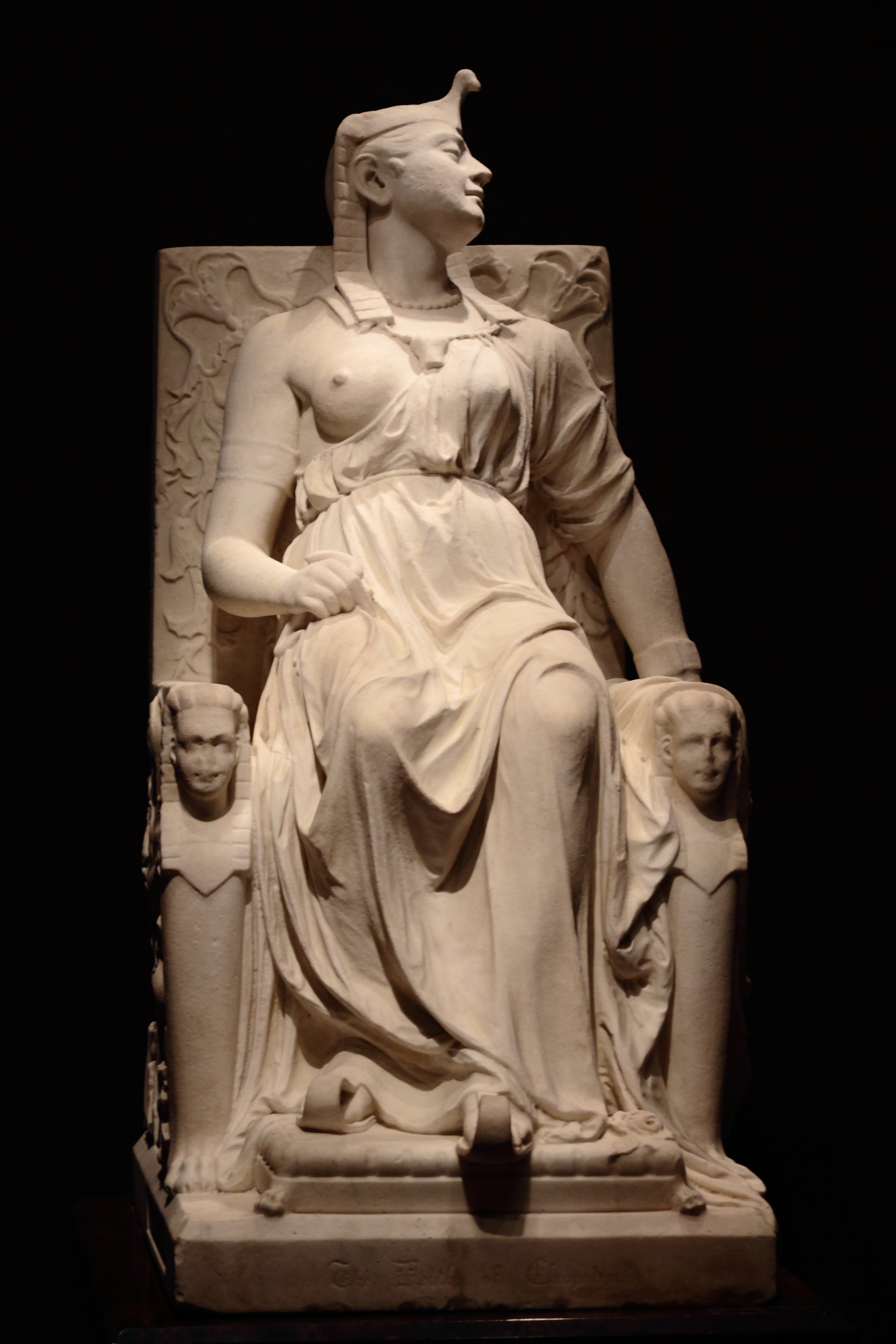
The Death of Cleopatra, 1876.